# Zhang Yuting
Zhang Yuting (* 4. August 1999 in Harbin) ist eine chinesische Shorttrackerin.

## Werdegang
Zhang startete im November 2017 in Shanghai erstmals im Weltcup und belegte dabei den 49. Platz über 500 m. In der Saison 2019/20 kam sie viermal unter die ersten Zehn über 1000 m und erreichte damit den achten Platz im Gesamtweltcup über 1000 m. Zudem siegte sie je zweimal mit der Staffel und der Mixed-Staffel und errang in Dresden den zweiten Platz mit der Staffel. Zu Beginn der Saison 2021/22 triumphierte sie beim Weltcup in Peking mit der Staffel und der Mixed-Staffel und lief in Nagoya auf den zweiten Platz mit der Mixed-Staffel.
Bei den Olympischen Winterspielen 2022 in Peking wurde Zhang durch ihre Teilnahme am Halbfinale Olympiasiegerin mit der chinesischen Mixed-Staffel.

## Persönliche Bestzeiten
| Distanz | Zeit         | Datum            | Ort            |
| ------- | ------------ | ---------------- | -------------- |
| 1000 m  | 1:29,378 min | 1. November 2019 | Salt Lake City |
| 1500 m  | 2:22,825 min | 2. November 2019 | Salt Lake City |

## Weltcupsiege im Team
| Nr. | Datum             | Ort              |
| --- | ----------------- | ---------------- |
| 1.  | 3. November 2019  | Salt Lake City 1 |
| 2.  | 9. November 2019  | Montreal 2       |
| 3.  | 10. November 2019 | Montreal 3       |
| 4.  | 15. Februar 2020  | Dordrecht 4      |
| 5.  | 24. Oktober 2021  | Peking 5         |
| 6.  | 24. Oktober 2021  | Peking 6         |
| 7.  | 21. November 2021 | Debrecen 7       |